# Patrimoniální správa

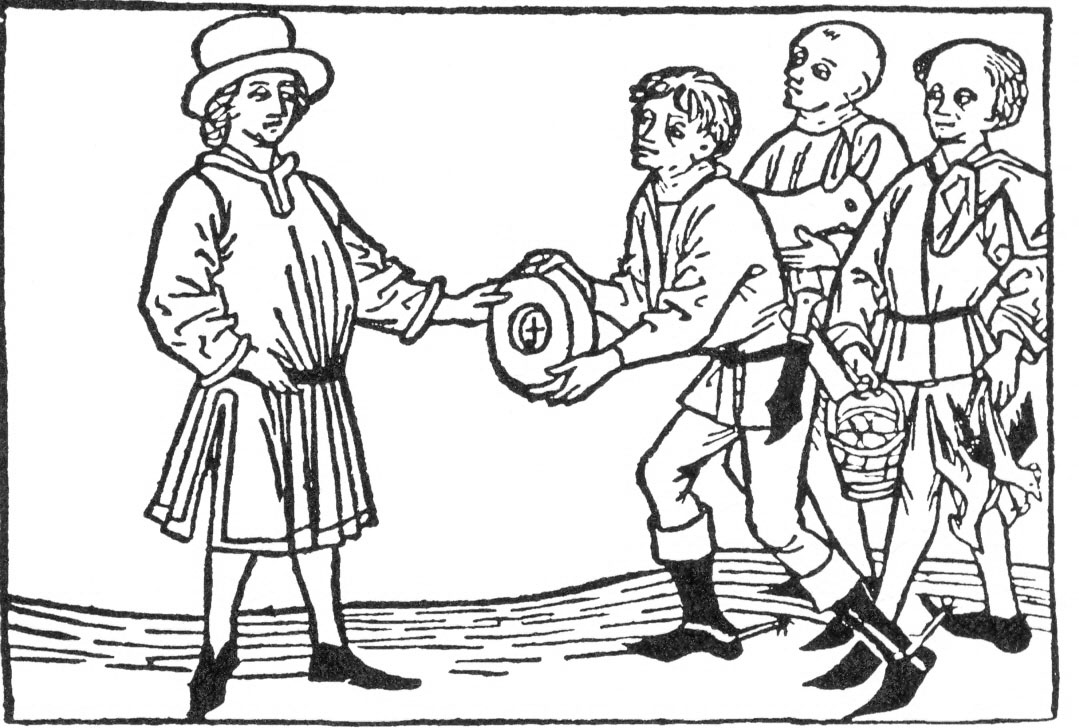
Sedláci odevzdávají daně pánovi. Dřevoryt z 15. století

Patrimoniální nebo také vrchnostenská správa bývala veřejná správa, kterou pozemková vrchnost vykonávala na svých panstvích. Zahrnovala jak správu majetku, tak správní a soudní oprávnění vůči poddaným. V českých zemích se vedle městské a církevní správy uplatňovala od 13. století až do roku 1848.

## Organizace
Patrimoniální správa měla v zásadě dvě relativně samostatné složky, správu konkrétního velkostatku a výkon tzv. venkovské samosprávy. Na jednotlivých statcích a hradech původně působili jen purkrabí, jmenovaní vlastníkem panství, až od konce 15. století se začal úřednický aparát rozšiřovat a vznikla panská kancelář s různými písaři, např. kontribučními vybírajícími daně nebo důchodními, kteří vedli účetnictví. Kancelář řídila veškerou výrobu na daném panství a organizovala také prakticky všechny soudní, policejní a správní úkony, občas na ni byla přenesena i státní pravomoc např. v oblasti verbování vojska. Dozor kanceláře prováděl hejtman (správce, od 18. století ředitel), jenž se přímo zodpovídal majiteli panství. Podléhal mu i purkrabí, který už odpovídal jen za správu nemovitostí a za rostlinnou a živočišnou výrobu. Mohl ale proto, i třeba prostřednictvím svého zástupce pojezdného, v jednotlivých vesnicích kontrolovat šafáře starající se o dobytek, poklasné, kteří měli na starosti obilí a vůbec veškerou čeleď. Specializované statky měly ještě např. sládky nebo porybné. Jestliže šlechtic vlastnil vícero panství, centrální správu vykonával regent (vrchní hejtman, vrchní či ústřední ředitel) s tzv. centrální buchhalterií.
V rámci venkovské samosprávy vrchnost jmenovala do každé vsi svého rychtáře (šoltyse, fojta; do husitských válek šlo o dědičný úřad), který měl jistá samostatná policejní a pořádková oprávnění, později byl již jen výkonným a kontrolním úředníkem. Vedle něj byli jmenováni i přísežní (šéfové, konšelé; v královských městech byli voleni) soudící jednou ročně na tzv. výročním soudu drobné záležitosti. Složitější věci vyřizovalo shromáždění celé obce za přítomnosti hejtmana. Zvláštní podmínky platily pro privilegované venkovské obyvatelstvo, např. u Chodů a Valachů kvůli jejich pohraniční službě.

## Historický vývoj
Vrchnostenská správa vznikla v českém státě v průběhu 13. století v důsledku rozpadu dosud jednotné panovnické moci. Kromě emancipace měst a nezávislého postavení církve, které začaly spravovat své záležitosti relativně samostatně, postupně klesal význam hradské soustavy. Její roli vůči poddaným převzala šlechta, jež na základě emfyteutického práva získala do dědičného vlastnictví půdu, což bylo základem jednotlivých rodových panství (patrimonií). Venkovská šlechta tím získávala stále silnější postavení, např. jejich poddaní je už nemohli žalovat u zemského soudu, a postupně na ni na území jejich panství přešel výkon prakticky veškeré veřejné správy.
Situace se začala obracet až v souvislosti se společenskými změnami novověku a s centralizačními snahami státu. Robotní patenty z let 1680, 1717 a 1738 zajistily poddaným ochranu před přestupky panských úředníků, jejich stížnosti začaly být vyřizovány mimo vrchnost. Další oslabení patrimoniální správy souviselo se státním dohledem na výběr daní a s povinnými zkouškami panských úředníků, ještě výraznější omezení vrchnostenských práv znamenalo zrušení nevolnictví v roce 1781, protože tím byla odbourána povinnost poddaných získat od své vrchnosti povolení k uzavření sňatku nebo k přestěhování. O pár let později začal daně pro stát vybírat zvláštní výběrčí. Tyto změny se odrazily i v organizaci správy, panská kancelář se rozdělila na tři oddělení: plně vrchnostenský hospodářský úřad dohlížející na provoz velkostatku, soudní úřad, v němž působil jako státní úředník právně vzdělaný justiciář (vrchnost jej jmenovala, ale neměla zasahovat do jeho činnosti), a hlavní úřad, který vykonával veřejnou správu panství a který nejvíce podléhal přímému vlivu státu. Úplný konec vrchnostenské správy znamenala revoluce roku 1848 a zrušení poddanství. Patrimonia zanikla o dva roky později v souvislosti se vznikem samostatných obcí, politických a soudních okresů.